# Handel für Tiefbau und Industrietechnik
HTI steht für Handel für Tiefbau und Industrietechnik.
Die HTI-Gruppe ist ein Fachgroßhandel und beliefert Kunden mit Produkten aus dem Bereich Tiefbau und Industrie und bietet darüber hinaus Servicedienstleistungen auf diesem Gebiet an.

## Geschichte
Gegründet wurde die HTI GmbH & Co. Handels KG am 1. Juli 1994, um die Tiefbauaktivitäten der GC-Gruppe zu einem eigenen Verbund zusammenzuführen. Eigentümer waren zunächst zu gleichen Teilen die GC-Gruppe sowie die WV AG. Seit dem Jahr 2000 ist die HTI eine hundertprozentige Tochter der GC-Gruppe.

## Struktur
Heute besteht die HTI aus 12 regionalen Partnerunternehmen unter der individuellen Führung persönlich haftender Gesellschafter und ist mit mehr als 60 logistischen Stützpunkten in Deutschland und Österreich vernetzt. Weitere Standorte der HTI-Gruppe sind in Bulgarien, Polen und Rumänien. Als regionale Fachgroßhändler sind die einzelnen Häuser als Komplettanbieter für Tiefbau- und Industrietechnikbedarf tätig. Kunden sind Unternehmen der Versorgungswirtschaft, Tief- und Rohrleitungsbauer sowie Industriebetriebe.
Derzeit beschäftigt die HTI-Gruppe ca. 1600 Mitarbeiter (davon ca. 200 Außendienstmitarbeiter) und ist von 2014 bis 2019 Top Nationaler Arbeitgeber.

## GC-Gruppe
Die HTI-Gruppe ist Teil der GC-Gruppe, eines Zusammenschlusses selbständiger, mittelständischer Großhändler. Zur GC-Gruppe gehören etwa 100 Unternehmen und 800 Standorte in Deutschland sowie weitere Gesellschaften im europäischen Ausland. Die GC-Gruppe unterteilt sich in Haupthäuser, die jeweils von einem PHG (Persönlich haftenden Gesellschafter) geleitet werden. So ist jedes Haupthaus selbstständig. Die GC-Gruppe hält sich strikt an den sogenannten dreistufigen Vertriebsweg Industrie – Großhandel – Fachhandwerk. Als Vollsortimenter liefert die GC-Gruppe alle handelsüblichen Produkte der Haustechnik aus den Bereichen Sanitär, Heizung, Klima/Lüftung, Installation, Elektro, Werkzeuge und Dachtechnik.

## Tätigkeitsfelder
Die HTI-Gruppe bildet als Fachgroßhandel für Tiefbau und Industrietechnik Schwerpunkte in folgenden Bereichen:
- Service und Logistik
- Versorgung
- Entsorgung
- Garten- und Landschaftsbau
- Klärwerkstechnik/Regenwasserbewirtschaftung
- Industrie- und Gebäudetechnik
- Kälterohrleitungsbau
- Elektro/Telekommunikation
- Regenerative Energien
- Straßenbau
- Baumaschinen/Geräte/Werkzeuge

Die HTI Gruppe hat ca. 90.000 Sortimentsartikel, davon 20.000 verschiedene Artikel am Lager.

## Partnerlieferanten der HTI-Gruppe
Die HTI-Gruppe setzt auf eine enge Zusammenarbeit mit deren Lieferanten. Dazu gehören:
- aduxa[12]
- ENREGIS GmbH
- Rehau
- Tendux[13]
- Wavin

## Initiative CO2
Die HTI hat die Initiative CO2 gegründet. Vorrangiges Ziel dieser Initiative ist es, sich gegenseitig zu vernetzen und auszutauschen, mit einem Fokus auf nachhaltige Systeme und Lösungen. Derzeit sind ca. 100 Partner vertreten.
Partner der Initiative CO2 (Süd):
- ACO Tiefbau Vertrieb GmbH
- Albert Frey Dienstleistungs AG
- AOVE GmbH
- aquatherm GmbH
- Bayerisches Zentrum für Angewandte Energieforschung e.V.
- ENREGIS GmbH[16]